# Stanisław Swen Czachorowski
Stanisław Czachorowski, pseudonim Swen, Stanisław Swen Czachorowski (ur. 13 listopada 1920 w Warszawie, zm. 26 lutego 1994 w Warszawie) – poeta, prozaik, aktor.

## Życiorys
W okresie okupacji prowadził konspiracyjną działalność kulturalną pod pseudonimem Swen. W latach 1942–1944 razem z Mironem Białoszewskim prowadził konspiracyjny Teatr Swena (tzw. lotny teatr, prowadzony przez Swena Czachorowskiego, Mirona Białoszewskiego, Irenę Prudil i Halinę Zancberg). Po wojnie ukończył studia aktorskie i pracował z Juliuszem Osterwą jako aktor. Był członkiem pierwszego zespołu aktorskiego w teatrze w Olsztynie (1946). Aktor Teatru Powszechnego w Warszawie 1946/47, a następnie w Teatrze Małym w Warszawie. Debiutował na łamach Nowin Literackich w 1947 roku. Do 1955 roku mieszkał w Kobyłce niedaleko Warszawy, a potem w Warszawie. Został okaleczony przez Romana Śliwonika.
Około 1947 r. Stanisław Swen Czachorowski zamieszkał w Kobyłce. W jego domu spotykali się wtedy ludzie środowisk kulturalnych (tzw. grupa kobyłecka literatów, malarzy i krytyków), m.in. Hanna Czachorowska, Miron Białoszewski, Irena Prudil, Bogusław Choiński, Jerzy Ficowski, Jerzy Grygolunas, Aniela Jasieńska, Anna Szulc, Stanisław Pruszyński, Lech Emfazy Stefański, Hilary Krzysztofiak, Wanda Chotomska, Jan Józef Lipski, Artur Sandauer. Poezja Swena Czachorowskiego oraz Mirona Białoszewskiego była na owe czasy awangardowa i czasem wzbudzała kontrowersje. Tadeusz Kubiak napisał pamflet zatytułowany Wenusjanki i Wenusjanie, dedykowany Swenowi Czachorowskiemu. W połowie lat 50. XX do grupy kobyłeckiej dołączył Ludwik Hering.
Jego poezja charakteryzowała się tendencjami awangardowymi, a zarazem barokową obfitością środków wyrazu. W zbiorze opowiadań „Pejzaż Gnojnej Góry” (1968), utrzymanym w tonie balladowym, przedstawił barwny obraz światka lumpów, żebraków, żydowskiej biedoty przedwojennej Warszawy i okolic. Szczególną rolę w jego języku poetyckim pełniły powiązania kulturowe, obejmujące zarówno motywy z mitologii, historii, filozofii, jak i elementy folkloru podmiejskiego, którego ujmowanie w zwięzłych sformułowaniach, wysublimowane są często z pozaestetycznych znaczeń. Ten awangardowy eksperyment poetycki, zamknięty w rygorystycznej formie sonetu (Summa strony sonetu) – to jedna z ciekawszych, według krytyków literackich, propozycji Stanisława Czachorowskiego-Swena.
Jego spuścizna rękopiśmienna trafiła do Muzeum Literatury im. Adama Mickiewicza w Warszawie.
Pochowany na Starych Powązkach (kw. 33-4-18 i 19).

## Publikacje książkowe
- „Ani litera, ani ja”, zbiór wierszy, 1958.
- „Echo przez siebie”, zbiór wierszy, 1958.
- „Białe semafory”, zbiór wierszy,1960.
- „Owoc z moich piasków”, zbiór wierszy,1961.
- „Czas do człowieka”, zbiór wierszy, 1964.
- „Planeta cykuty”, zbiór wierszy, 1966.
- „Summa strony sonetu” zbiór wierszy, 1967.
- „Pejzaż Gnojnej Góry”, opowiadania, 1968.
- „Klęczniki oriońskie”, zbiór wierszy, 1972.
- „Seledyny powszednie”, Generacje. Seria I, 1972.
- „Wieczerza ludzka”, antologia, 1972.
- „Autogilotynki”, zbiór wierszy, 1997.
- „Czerwony odpust”, poemat, 2006.